# Znaimer Minoritenkloster

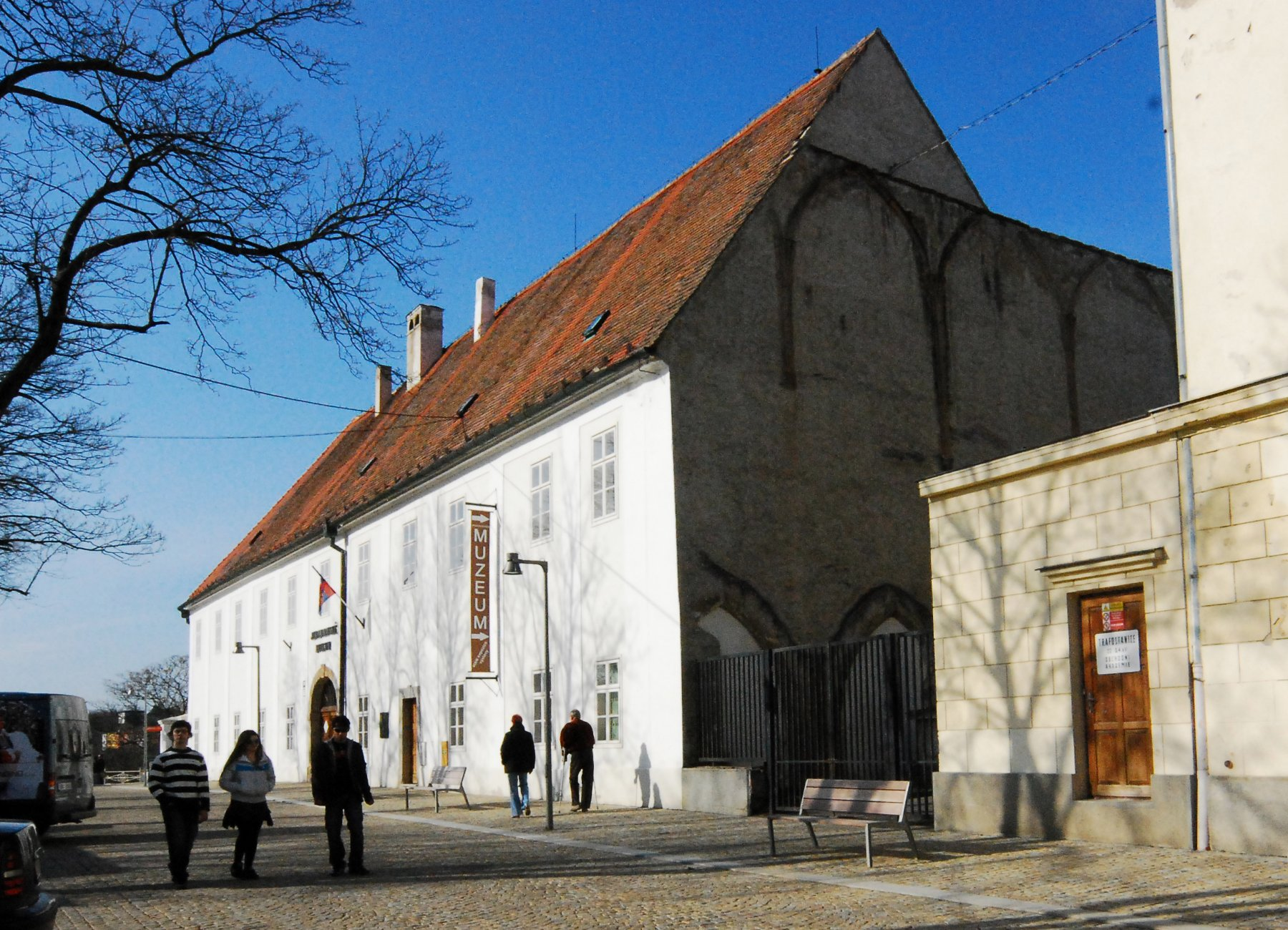
Ehemaliges Minoritenkloster, heute Standort des Südmährischen Museums in Znaim

Das Znaimer Minoritenkloster war ein Kloster in der Stadt Znojmo (Znaim) in Tschechien.

## Geschichte
Das Znaimer Minoritenkloster wurde ursprünglich für die Minoriten gegründet und später von den Franziskanern bezogen. Heute befindet sich hier eine Außenstelle des Südmährischen Museums in Znaim (Jihomoravské muzea ve Znojmě).

### Minoritenkloster

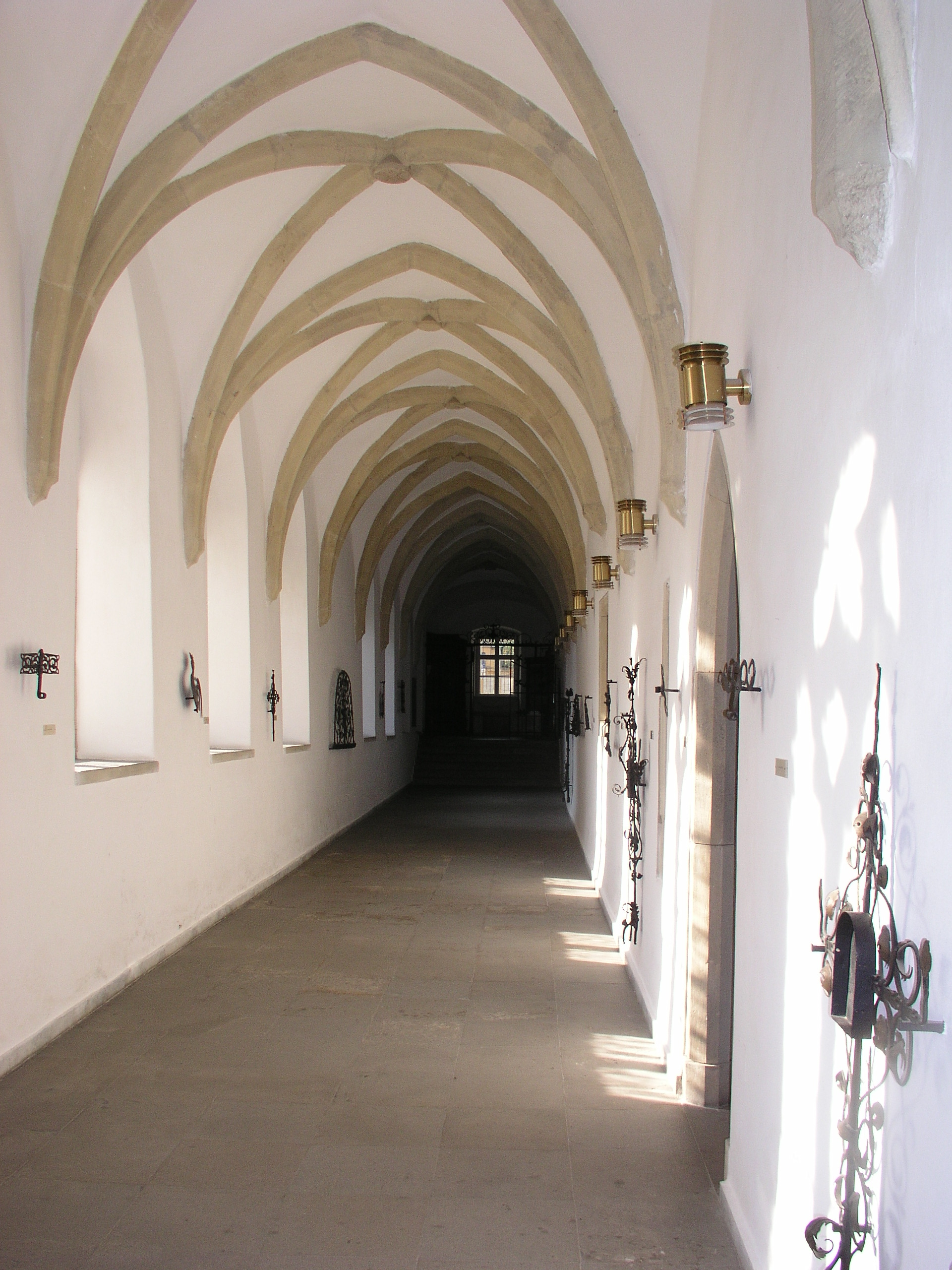
Arkadengang

Das in unmittelbarer Nähe zur Znaimer Burg befindliche ehemalige Minoritenkloster wurde von König Wenzel I. gestiftet. Die erste urkundliche Erwähnung erfolgte im Jahr 1239. Nach einem Feldzug gegen Preußen soll König Ottokar II. Přemysl das Kloster reich beschenkt und ausgebaut haben. Nach seinem Tod in der Schlacht auf dem Marchfeld wurde er zunächst in der Wiener Minoritenkirche 30 Wochen lang aufgebahrt und 1279 hier in der Krypta der Klosterkirche beigesetzt. Erst 18 Jahre später im Jahr 1296 wurden seine sterblichen Überreste nach Prag überführt.
Unter König Ottokar II. Přemysl wurde außerdem 1271 auf einem Nachbargrundstück das Znaimer Clarissinnenkloster errichtet, so dass beiden Klöstern eine gemeinsame Nutzung der Maria-Himmelfahrtskirche möglich war.
1307 trafen hier König Rudolf I. und sein Vater Albrecht I. zusammen. Sie vereinbarten eine neue Regelung für die Thronfolge in den böhmischen Ländern, die sie später hier auch verkündeten.
Zu Beginn des 14. Jahrhunderts hatten die in Znaim angesiedelten Mitglieder des Bettelordens mit großen Problemen zu kämpfen, von denen sie sich aber später unter Karl IV. zunächst wieder erholten. Die Hussitenkriege stürzten sie jedoch abermals in Schwierigkeiten. Verschiedene Bemühungen, den Angehörigen des Znaimer Minoritenklosters zu helfen, schlugen jedoch fehl. So erneuerte etwa die auf der Znaimer Burg ansässige Familie Lomnic die 1494 abgebrannte Kirche des Klosters und 1569 erwählte Wenzel von Lomnic das Kloster für sich und seine Familie als Grabstätte.
Wegen Nachwuchsmangel wurde das Znaimer Minoritenkloster geschlossen. 1534 übersiedelten mit Erlaubnis des böhmischen und römisch-deutschen Königs Ferdinand I. die Franziskaner hierher.

### Franziskaner
Der Orden der Franziskaner besaß ab 1470 in der Unteren Vorstadt von Znaim ein eigenes Kloster, das aber kriegerischen Ereignissen ungeschützt ausgeliefert war. Nach dem Erlöschen des Minoritenordens in Znaim wurde ihnen 1534 die Übersiedlung in das aufgelassene Minoritenkloster innerhalb der Stadtmauern ermöglicht.
Im zweiten Drittel des 16. Jahrhunderts wurden Teile des jetzigen Franziskanerklosters teilweise umgebaut.
Zu Beginn des 17. Jahrhunderts war das Kloster mehrmals Schauplatz des Mährischen Landtages.
Im Jahr 1782 erfolgte unter Kaiser Joseph II. die Auflösung des Klosters.

### Weitere Nutzung
Der Zeitpunkt der Entweihung der Klosterkirche ist nicht bekannt. 1840 wurde sie abgerissen.
Im weiteren Verlauf seiner Geschichte wurden Teile des ehemaligen Znaimer Minoritenklosters als Kadettenanstalt genutzt. 1825 erfolgte der Umbau in ein Gefängnis und seit 1945 werden die Räumlichkeiten vom Südmährischen Museum in Znaim genutzt.